# Dicranomyia inanis
Dicranomyia inanis är en tvåvingeart som först beskrevs av Alexander 1934.  Dicranomyia inanis ingår i släktet Dicranomyia och familjen småharkrankar. Inga underarter finns listade i Catalogue of Life.